# 联合国安全理事会第1678号决议
联合国安理会1678号决议是2006年5月15日在联合国安全理事会第5437次会议通过的。这个决议是关于厄立特里亚和埃塞俄比亚局势的。会议由刚果代表主持，安理会的15个国家全部投了赞成票。
决议决定将联合国埃塞俄比亚和厄立特里亚特派团的任务期限延长至2006年5月31日，工作重点放到标清边界上来，并要求厄立特里亚和埃塞俄比亚全面遵守联合国安理会1640号决议。

## 相关决议
- 联合国安理会1640号决议
- 联合国安理会1661号决议
- 联合国安理会1670号决议